# Lee Calder
Lee Calder (26 de octubre de 1986) es un deportista neozelandés que compitió en judo. Ganó cinco medallas en el Campeonato de Oceanía de Judo entre los años 2006 y 2015.

## Palmarés internacional
| Campeonato de Oceanía | Campeonato de Oceanía | Campeonato de Oceanía | Campeonato de Oceanía |
| Año                   | Lugar                 | Medalla               | Categoría             |
| --------------------- | --------------------- | --------------------- | --------------------- |
| 2006                  | Papeete (Francia)     | Medalla de oro        | –66 kg                |
| 2011                  | Papeete (Francia)     | Medalla de bronce     | –73 kg                |
| 2012                  | Cairns (Australia)    | Medalla de oro        | –73 kg                |
| 2013                  | Apia (Samoa)          | Medalla de bronce     | –73 kg                |
| 2015                  | Païta (Francia)       | Medalla de plata      | –73 kg                |